# Loporzano
Loporzano ist ein spanischer Ort und eine Gemeinde (Municipio) in den Pyrenäen mit 557 Einwohnern (Stand: 2024) an der Grenze zu Frankreich. Es liegt im Tal des Río Alcanadre in der Provinz Huesca der Autonomen Gemeinschaft Aragonien.

## Lage
Loporzano liegt etwa acht Kilometer ostnordöstlich von Huesca. 
Zur Gemeinde gehören die Ortschaften Aguas, La Almunia del Romeral, Ayera, Bandaliés, Barluenga, Castilsabás, Coscullano, Chibluco, Loscertales, Los Molinos, San Julián de Banzo, Santa Eulalia la Mayor, Sasa del Abadiado, Sipán und Vadiello.

## Sehenswürdigkeiten
- Salvatorkirche (Iglesia San Salvador)
- Einsiedelei San Miguel in Barluenga
- Einsiedelei Unsere Liebe Frau in Sescún (Santa Eulalia la Mayor)

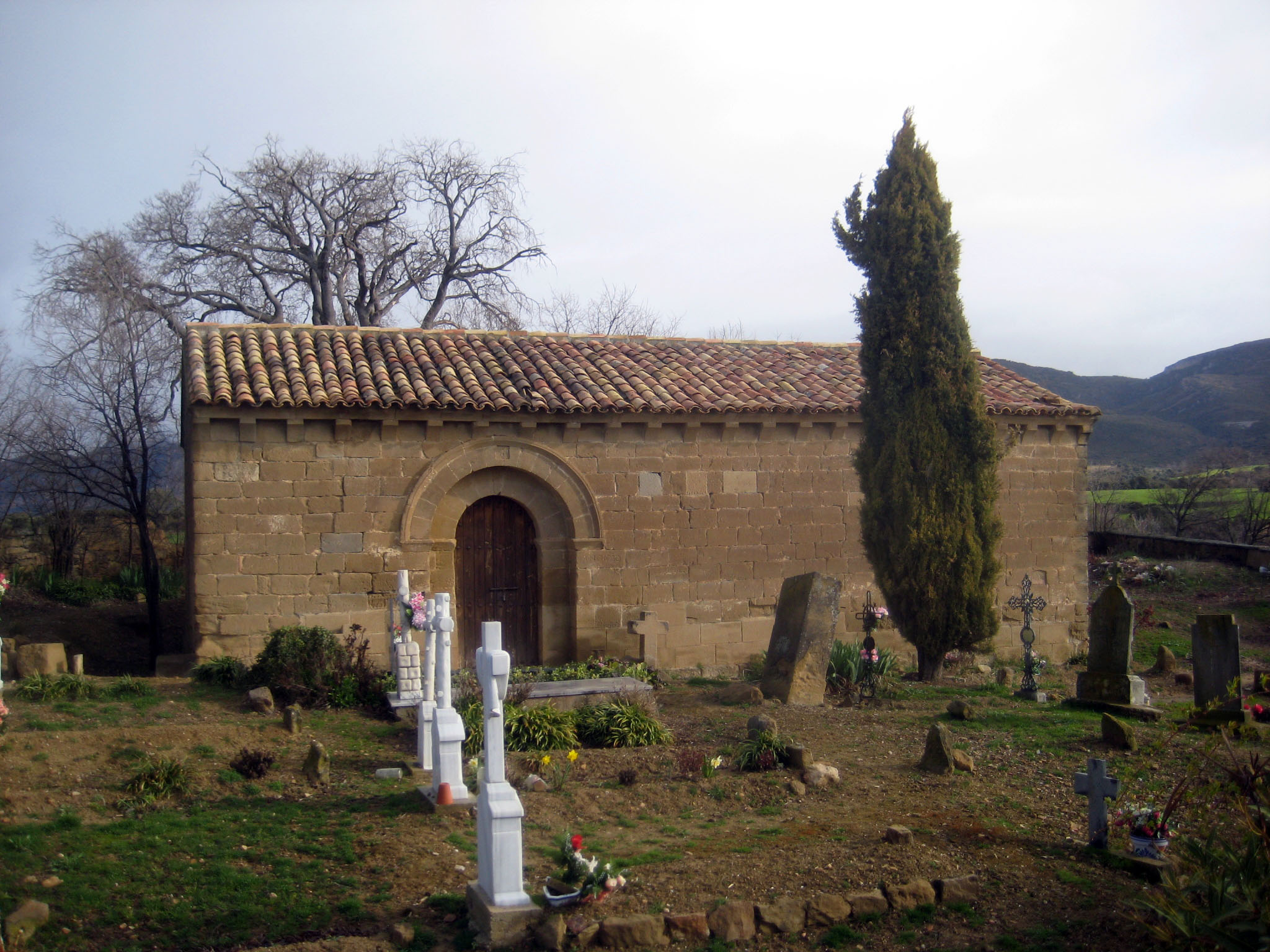
Einsiedelei San Miguel
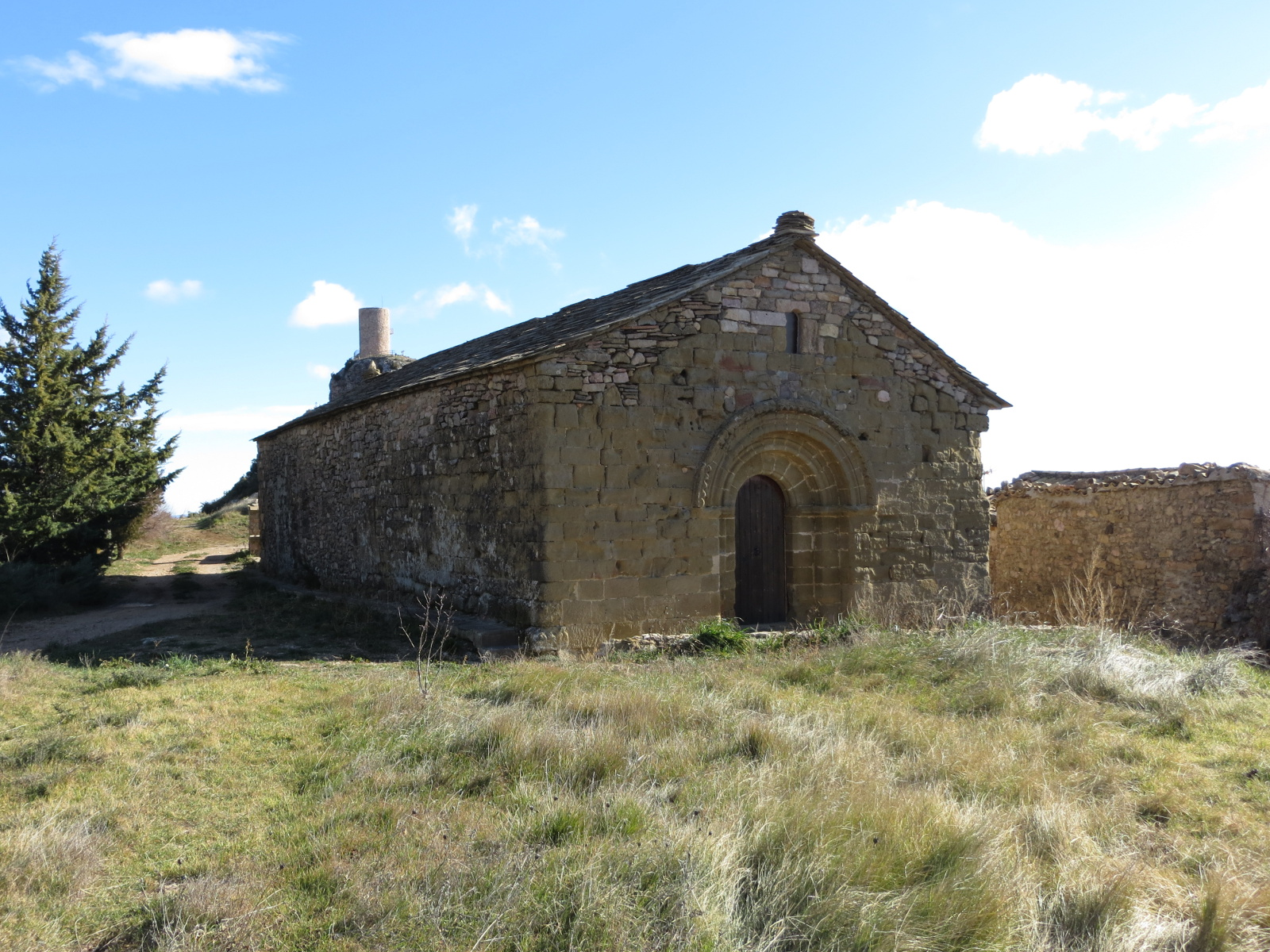
Einsiedelei Unsere Liebe Frau in Sescún

## Bevölkerung
| Jahr      | 1900  | 1910  | 1920  | 1930  | 1940  | 1950  | 1960  | 1970 | 1981 | 1991 | 2001 | 2011 | 2020 |
| --------- | ----- | ----- | ----- | ----- | ----- | ----- | ----- | ---- | ---- | ---- | ---- | ---- | ---- |
| Einwohner | 3.139 | 3.181 | 2.833 | 2.533 | 2.211 | 1.818 | 1.347 | 776  | 488  | 545  | 488  | 557  | 514  |

## Persönlichkeiten
- José Cabrero Arnal (1909–1982), Zeichner, in der Ortschaft Castilsabás geboren